# Cypripedium dickinsonianum
Cypripedium dickinsonianum  es una orquídea de las denominadas zapatilla de dama del género Cypripedium, dentro de la familia Orchidaceae.

## Descripción
Se trata de una pequeña orquídea  con sólo hojas caulinares en un tronco en posición vertical, las hojas elípticas a lanceoladas, con vetas paralelas y plegadas. La planta comienza a florecer alcanzando un tamaño de entre 20 y 25 cm de altura y puede alcanzar los 42 cm. La planta puede ser colonial, propagándose a través de rizomas, pero a menudo es vista como un solo tallo. Las flores son de 2,5 a 3 cm y de color amarillo brillante. Se abren en una terminal en forma de racimo, con uno a ocho flores de abajo hacia arriba. Cada flor está sostenida por una bráctea forma de hoja. Tiene tres sépalos, los dos más bajos de los cuales se funden, y son como pétalos. También tiene tres pétalos, el inferior de los cuales es un labio en forma de globo. El labio es semi-transparente de color amarillo brillante con una red de líneas, y con una boca más o menos arrugada. Las flores se auto-polinizan.
Prefiere las temperaturas cálidas a las temperaturas frescas y florece en primavera y verano. Esta orquídea tiene una reputación de ser extremadamente difícil de cultivar.

## Distribución y hábitat
Se extiende desde el sur de Chiapas, en México hasta Guatemala donde habita en laderas herbosas abiertas con filtraciones de poca profundidad en las colinas al sur en los bosques de Juniperus a una altitud  de entre 1.000 y 1.450 metros. 

## Taxonomía
Cypripedium dickinsonianum fue descrita por Eric Hágsater y publicado en Orquídea (Mexico City), n.s., 9(2): 204–208, f., photo. 1984.
Etimología
El nombre del género viene de « Cypris», Venus, y de "pedilon" = "zapato" ó "zapatilla" en referencia a su labelo inflado en forma de zapatilla.
dickinsonianum; epíteto otorgado en honor de Dickinson (recolector de orquídeas , estadounidense, en México).
Sinonimia
- Calceolus candidus (Muhl. ex Willd.) Nieuwl. (1913)[4][5]